# Barbara Nitecka
Barbara Nitecka (ur. w Koronowie) – polska śpiewaczka operowa (sopran), primadonna bydgoskiej Opery w latach 1960-1983.

## Życiorys
Urodziła się w Koronowie. Zanim rozpoczęła operową karierę, występowała przez dwa sezony w Zespole Pieśni i Tańca Pomorskiego Okręgu Wojskowego. Już tam wyróżniała się głosem i aparycją. Ambicja połączona z talentem wywindowała jej nazwisko na pierwsze pozycje operowych i operetkowych obsad.
Zadebiutowała w 1961 r. w operze „Madame Butterfly” G. Pucciniego w towarzystwie: Eleonory Busko-Turkowskiej, Lidii Skowron i Barbary Zagórzanki. W 1962 r. występowała w tytułowej roli w „Halce” S. Moniuszki i „Zemście nietoperza” J. Straussa, „Eugeniuszu Onieginie” P. Czajkowskiego. W kolejnych latach zyskała obok Barbary Zagórzanki miano primadonny bydgoskiej sceny operowej.
Lata 70. wzbogaciły jej dorobek artystyczny o kolejne znaczące dokonania jak: Pamina w „Czarodziejskim flecie” W.A. Mozarta, Elżbieta Valois w „Don Carlosie” G. Verdiego (1972), Santuzza w „Rycerskości wieśniaczej” P. Mascagniego (1974), Leonora w „Trubadurze” G. Verdiego (1974), „Pajace” R. Leoncavallo (1974), Jarosławna w „Kniaziu Igorze” A. Borodina (1976), Hanna w „Strasznym Dworze” S. Moniuszki (1976), Senta w „Holendrze tułaczu” R. Wagnera (1977), Musetta „Cyganerii” G. Pucciniego (1978), Manon Lescout w operze J. Masseneta, Hrabina Almaviva w „Weselu Figara” W.A. Mozarta i Halka w operze S. Moniuszki (1981) – śpiewana w 25-lecie powstania sceny.
Występowała także jako czołowa solistka w operetkowym kanonie. Była poza debiutancką Rozalindą z „Zemsty nietoperza” J. Straussa (1962), także tytułową a cnotliwą Zuzanną w operetce J. Gilberta (1965), Walentyną w „Wesołej wdówce” F. Lehára (1966), Sylvią Varescu w „Księżniczce czardasza” I. Kálmána (1968), Lizą w „Krainie uśmiechu” F. Lehára (1970 i 1978). Jej ostatnią operetkową premierą była „Zemsta nietoperza” (1982).
Temperament sceniczny i rozległy repertuar powodowały, że często i chętnie występowała na estradzie. W ciągu wielu lat przetestowała w operetkowych duetach wielu czołowych tenorów i kilku pianistów z Andrzejem Galantowiczem na czele. Była mistrzynią w nawiązywaniu kontaktu z publicznością. Uosabiała na scenie klasyczny wizerunek operowej divy, nie tylko uzdolnionej i pięknej, ale także obowiązkowo rozkapryszonej i fanaberyjnej. Całokształt jej artystycznych dokonań plasuje Barbarę Nitecką na czele zasłużonych postaci-artystów bydgoskiej Opery i Operetki.

### Życie prywatne
Wyszła za mąż za Andrzeja Galantowicza – pianistę i dyrygenta, związanego z bydgoską Operą i Operetką w latach 1963-1983.